# Kormoran srokaty
Kormoran srokaty (Phalacrocorax varius) – gatunek dużego ptaka z rodziny kormoranów (Phalacrocoracidae). Zamieszkuje Australię i Nową Zelandię.
MorfologiaDługość ciała waha się w przedziale od 65 do 85 cm, rozpiętość skrzydeł 110–130 cm; masa ciała 1,3–2,2 kg. Upierzenie czarne; szyja, piersi i brzuch białe, natomiast skóra głowy (maska) jest pomarańczowoczerwona.
PodgatunkiWyróżnia się dwa podgatunki P. varius:
- P. v. hypoleucos (J.F. Brandt, 1837) – Australia.
- P. v. varius (J.F. Gmelin, 1789) – Nowa Zelandia (Wyspa Północna, Wyspa Południowa i Wyspa Stewart).

StatusIUCN uznaje kormorana srokatego za gatunek najmniejszej troski (LC, Least Concern) nieprzerwanie od 1988 roku. BirdLife International uznaje globalny trend liczebności populacji za trudny do określenia.